# NGC 5506
NGC 5506 (другие обозначения — MCG 0-36-28, IRAS14106-0258, UGCA 387, ZWG 18.81, MK 1376, KCPG 419A, PGC 50782) — спиральная галактика в созвездии Дева.
Галактика обладает активным ядром и относится к сейфертовским галактикам типа II.  Также в галактике фиксируется избыточное излучение радиолинии CO.
Этот объект входит в число перечисленных в оригинальной редакции «Нового общего каталога».